# Aviatik
Automobil und Aviatik AG fue un constructor de aviones alemán durante la Primera Guerra Mundial. La compañía fue fundada en Mulhouse (hoy parte de Francia) en 1909 y pronto se convirtió en uno de los productores de aviones líderes del país, relocalizándose en Friburgo en 1914 y en Leipzig en 1916, y fundando una subsidiaria en Viena como Österreichisch-Ungarische Flugzeugfabrik Aviatik. Durante la guerra, la compañía se hizo notoria por sus aviones de reconocimiento, el B.I y el B.II, aunque la subsidiaria austrohúngara también produjo una serie de sus propios diseños, incluyendo cazas como el D.I.

## Historia
La compañía fue fundada en diciembre de 1909 por el alsaciano Georges Chatel. Comenzó con la producción bajo licencia de aviones franceses; monoplanos Hanriot y biplanos Farman. Desde 1912, la fábrica comenzó a construir sus propios biplanos de éxito, diseñados por Robert Wild.
Justo al comienzo de la Primera Guerra Mundial, el 1 de agosto de 1914, la compañía fue relocalizada en Friburgo debido a la amenaza francesa, y más tarde se trasladó a nuevas instalaciones en Leipzig-Heiterblick en 1916. La compañía no continuó con sus actividades tras el Tratado de Versalles de 1919.

## Aviones
- Aviatik B.I
- Aviatik B.II
- Aviatik B.III
- Aviatik C.I
- Aviatik C.II
- Aviatik C.III
- Aviatik C.V
- Aviatik (Ö) C.I
- Aviatik (Berg) D.I
- Aviatik (Berg) D.II
- Aviatik D.III
- Aviatik D.VII